# Tarquin et Lucrèce (Gentileschi)
Pour les articles homonymes, voir Tarquin et Lucrèce.
Tarquin et Lucrèce est un tableau réalisé par la peintre italienne Artemisia Gentileschi vers 1626-1630. De format vertical, cette huile sur toile représente l'agression de Lucrèce par Sextus Tarquin, à la fin de la monarchie romaine. Alors que la jeune femme est assise nue sur un lit, le fils de Tarquin le Superbe la menace d'une arme blanche, la main déjà sur son genou. La scène se déroule sous le regard d'un domestique noir, qui écarte un baldaquin pour espionner le viol, à la marge gauche de la composition. L'œuvre est conservée au Nouveau Palais de Potsdam, dans le Brandebourg, en Allemagne.

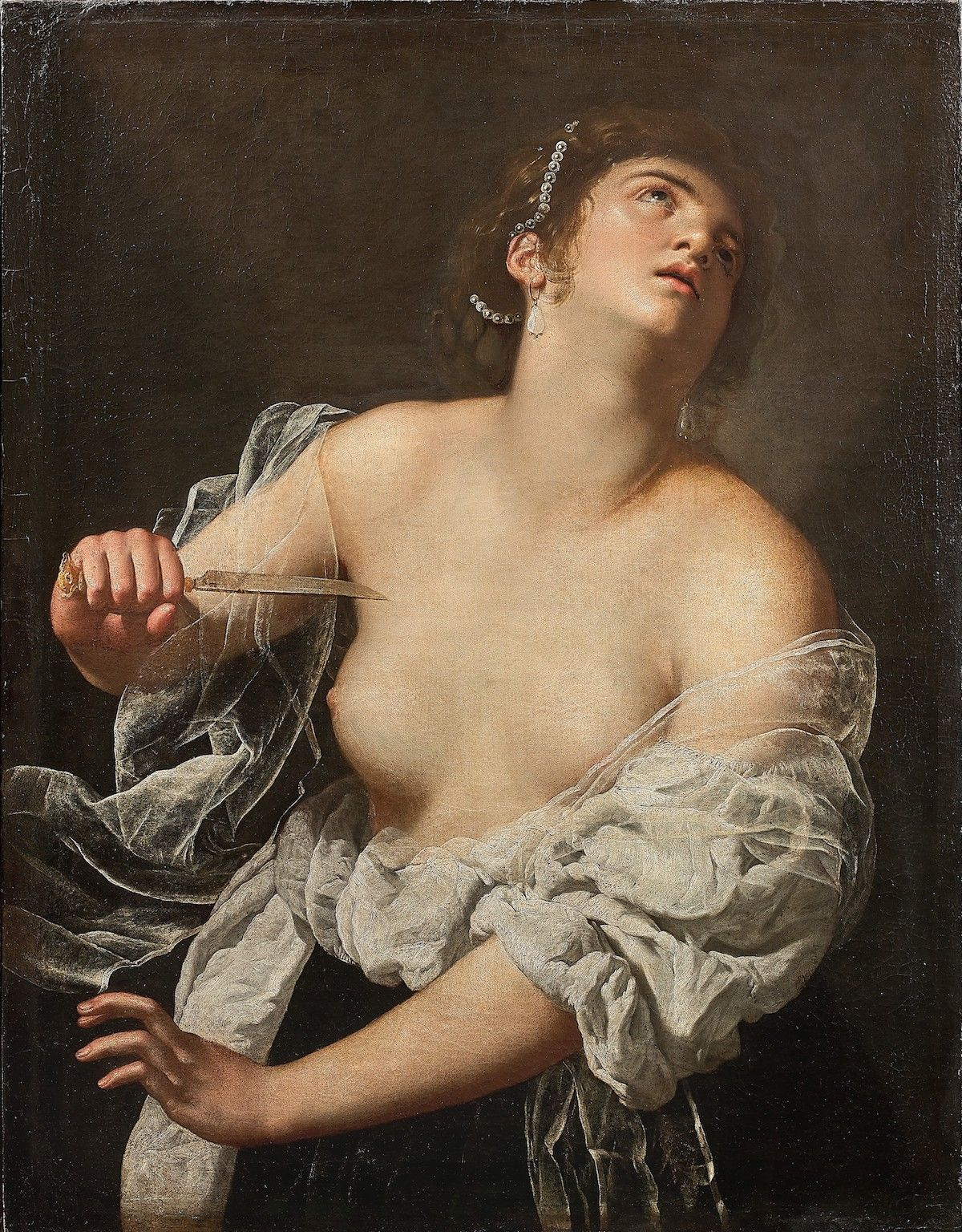
Lucrèce, vers 1627 – J. Paul Getty Museum, Los Angeles.